# Эпштейн, Товий Давидович
Товий Давидович Эпштейн (при рождении Тевель Давидович; 1895—1969) — советский учёный-гигиенист, доктор медицинских наук, профессор.
Автор ряда трудов, включая работы по здравоохранению и демографическим процессам в Татарской АССР, истории казанской медицинской школы.

## Биография
Родился 15 декабря (по старому стилю) 1895 года в Двинске, в еврейской семье. Отец — Давид Еремеевич Эпштейн (1865—?), лидский мещанин — был зубным врачом, мать — Сора Гиршевна Димант (1875—?), домохозяйка. Семья жила на улице Офицерской, 79/81, кв. 3.
В 1920 году с золотой медалью окончил медицинский факультет Казанского университета и работал в одной из больниц Симбирска. С 1922 года заведовал областным здравоохранением в Воткинске.
С 1923 года работал в Казанском государственном институте для усовершенствования врачей (ГИДУВ, ныне Российская медицинская академия последипломного образования), где прошёл путь от ординатора до заведующего кафедрой социальной гигиены. Затем работал заместителем директора и заместителем наркома здравоохранения по лечебной части Татарской АССР (в 1935—1938 годах). С 1939 по 1942 год Товий Давидович возглавлял созданную им кафедру организации здравоохранения Сталинградского медицинского института (ныне Волгоградский государственный медицинский университет), одновременно выполняя обязанности заместителя директора.
В конце 1942 Т. В. Эпштейн эвакуировался в Казань. В 1942—1954 годах работал в Казанском медицинском институте (ныне Казанский государственный медицинский университет, где заведовал кафедрой социальной гигиены и затем кафедрой истории медицины), состоял вторым профессором кафедры организации здравоохранения у заведующего кафедрой профессора Ф. Г. Мухамедьярова). Одновременно в 1942—1946 годах являлся заместителем министра здравоохранения Татарской АССР и главным государственным санитарным инспектором. Занимался научно-преподавательской, а также оборонной, противоэпидемической и лечебно-профилактической работой. Он подготовил трёх докторов (В. В. Трейман, М. Х. Вахитов, Н. И. Жучкова) и 24 кандидата наук.
В период с 1954 по 1966 год Товий Давидович Эпштейн заведовал объединённой кафедрой организации здравоохранения и истории медицины. Выйдя на пенсию в 1966 году, он был консультантом у своего преемника и ученика доктора медицинских наук, профессора М. Х. Вахитова.
Умер в 1969 году в Казани. Похоронен на Арском кладбище города.
Заслуженный деятель науки Татарской АССР (1945), награждён орденом «Знак Почета» и медалями.